# Tanto (album Patty Pravo)
Tanto è l'11º album in studio di Patty Pravo, pubblicato dalla casa discografica RCA Italiana il 12 aprile 1976.

## Descrizione
Registrato nei Nemos Studios di Londra con l'apporto di musicisti locali, fra cui Paul Jeffery, venne prodotto da Vangelis su musica di nuovi talenti come Pino Mango, che in seguito verrà lanciato in proprio, del cantautore genovese Piero Darini, di autori come Carla Vistarini e Luigi Lopez. Include Io ti venderei, di Lucio Battisti e Mogol,  Dove andranno i nostri fiori, la versione italiana di Where Have All the Flowers Gone? di Pete Seeger, ed E io cammino, cover del brano Evil Woman (Electric Light Orchestra) del gruppo Electric Light Orchestra.
Uno dei migliori brani che vennero esclusi dall'album fu Un treno in più, composta da Ennio Morricone, pubblicato poi nel 2005, in una raccolta intitolata Canzoni stupende. La canzone, che originariamente si intitolava Spazio, è stata incisa sul finire del 1975 poco prima della messa in onda italiana del telefilm Spazio 1999 nel 1976, durante la sessione dell'album Tanto , contrariamente a quello che si crede, cioè incisa nel 1974.
In seguito a quest'esperienza, Patty Pravo si unisce a Paul Jeffery e si trasferisce provvisoriamente negli Stati Uniti.

## Tracce
Lato A
1. Tanto - 3:28 (Alessandro Bencini - Riccardo Del Turco)
2. Per te che mi apri l'universo - 4:07 (Armando Mango - Pino Mango - Silvano D'Auria)
3. Io ti venderei - 4:07 (Mogol - Lucio Battisti)
4. La mia stagione in più - 4:10 (Armando Mango - Piero Darini)
5. Assurdo - 5:12 (Franca Evangelisti - M. Cantini)

Lato B
1. Le cicale - 4:27 (Carla Vistarini - Luigi Lopez)
2. Per amarti d'amore - 4:06 (Pino Mango - Silvano D'Auria)
3. E io cammino - 3:40 (Cassella - Jeff Lynne)
4. Dove andranno i nostri fiori - 5:19 (Pace - Pete Seeger)
5. Eri la mia poesia - 3:41 (Franca Evangelisti - Piero Darini)

## Formazione
- Patty Pravo: voce
- Vangelis: tastiera
- Paul Jeffery: chitarra
- Kips Pert: pianoforte
- Kamran Khacheh: basso
- Morris Pert: pianoforte
- Francesco Nizza: batteria
- Paul Martinez: basso
- Rodolfo Bianchi: flauto

## Accoglienza
L'album raggiunse il 6º posto della hit-parade nei primi mesi del 1976, e risultò il 41° più venduto dello stesso anno.